# Wojciech Perczak
Wojciech Perczak (ur. 22 marca 1953 w Gostyniu) – polski urzędnik państwowy, w latach 2006–2007 wojewoda, a w latach 2018–2023 wicewojewoda lubuski.

## Życiorys
Ukończył studia na Wydziale Mechanicznym Politechniki Poznańskiej, uzyskał następnie stopień doktora nauk technicznych. Był zatrudniony w urzędzie wojewódzkim zielonogórskim, a następnie lubuskim. W 2004 z listy Prawa i Sprawiedliwości bez powodzenia kandydował do Parlamentu Europejskiego. Na początku 2006 objął kierownictwo oddziału Agencji Restrukturyzacji i Modernizacji Rolnictwa w Zielonej Górze. Pracował też jako wykładowca na Uniwersytecie Zielonogórskim.
Od 13 września 2006 do 29 listopada 2007 z rekomendacji Prawa i Sprawiedliwości zajmował stanowisko wojewody lubuskiego. Po odwołaniu powrócił do pracy na UZ. W 2014 z listy PiS bezskutecznie kandydował do sejmiku lubuskiego. W 2016 został dyrektorem Agencji Nieruchomości Rolnych w Poznaniu. W 2017, po przekształceniach organizacyjnych, przeszedł na stanowisko dyrektora oddziału Krajowego Ośrodka Wsparcia Rolnictwa. W grudniu 2018 został powołany na urząd wicewojewody lubuskiego. Stanowisko to zajmował do grudnia 2023. W 2024 ponownie został kandydatem PiS do sejmiku.